# Pygmodeon latevittatum
Pygmodeon latevittatum es una especie de escarabajo longicornio del género Pygmodeon, tribu Neoibidionini, subfamilia Cerambycinae. Fue descrita científicamente por Bates en 1885.
La especie se mantiene activa durante los meses de febrero, marzo, mayo y junio.

## Descripción
Mide 8,4-14,8 milímetros de longitud.

## Distribución
Se distribuye por Guatemala, Honduras y México.